# Kirunas gamla centralstation
Uppslagsordet Kiruna C leder hit, men kan även syfta på den centrala delen av den vidsträckta tidigare kommunen Kiruna stad.
Kirunas gamla centralstation var en byggnad i Kiruna, Norrbottens län, som tidigare var stadens centralstation. Den revs i september 2017. Sista tåget avgick från stationen den 30 augusti 2013.

## Historik
Stationshuset uppfördes under åren 1915–16 efter att det tidigare stationshuset eldhärjats i april 1915. Huset byggnadsminnesförklarades den 21 augusti 1986 tillsammans med ett antal stationshus i Statens järnvägars ägo. Denna status hävdes i december 2011, eftersom området där stationen ligger planeras att övergå till gruvindustriområde. En flytt av stationshuset bedömdes som för komplicerad och kostsam och istället revs huset 2017.

## Utförande
Stationshuset var byggt av handslaget skånskt tegel efter ritningar av Folke Zettervall. Det tillhörde en grupp stationshus med närbesläktat formspråk. Stationshuset bestod av stora sammanhållna murytor, med relativt små öppningar i murlivet. Taken var tegeltäckta med små takkupor. De längsgående fasaderna skiljde sig åt genom att risaliten mot staden var kraftigt utdragen med en loggialiknande entré i bottenplanet. Byggnaden var uppförd i renodlad tegelstil i stram nationalromantik.

## Bilder

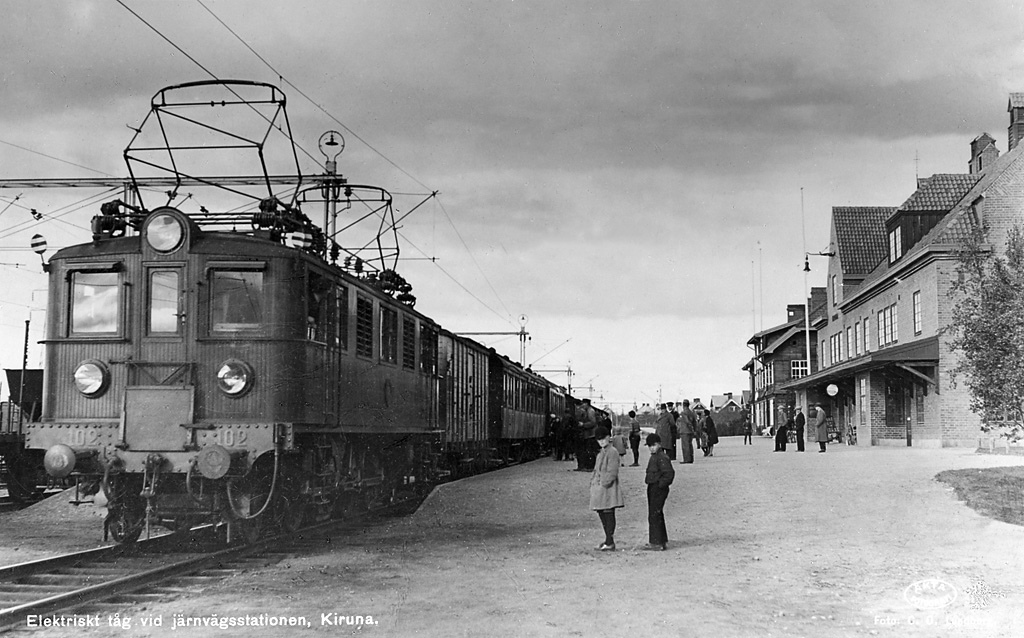
Kirunas gamla centralstation, någon gång under 1940-talet.
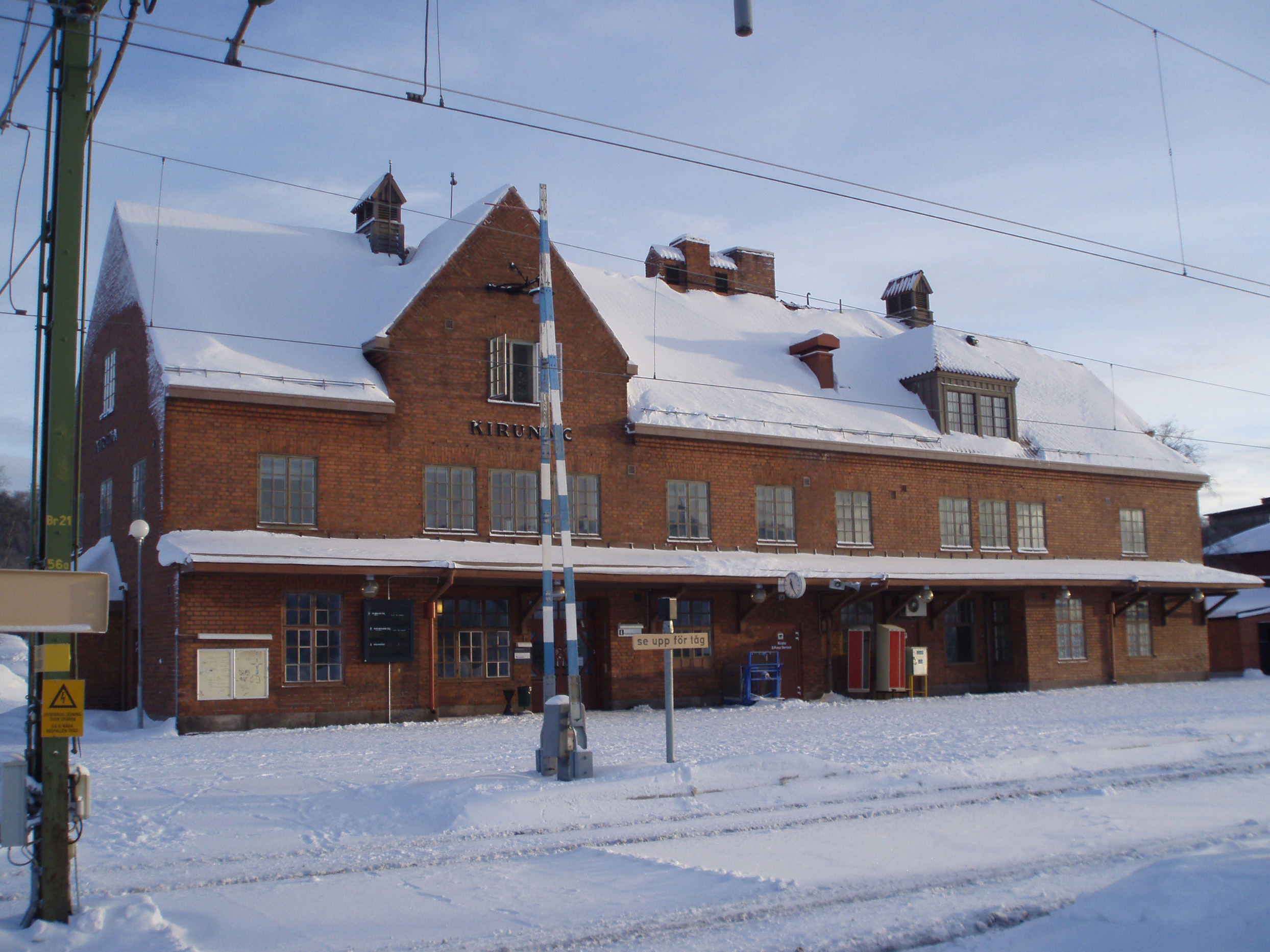
Stationshuset mot spåren.
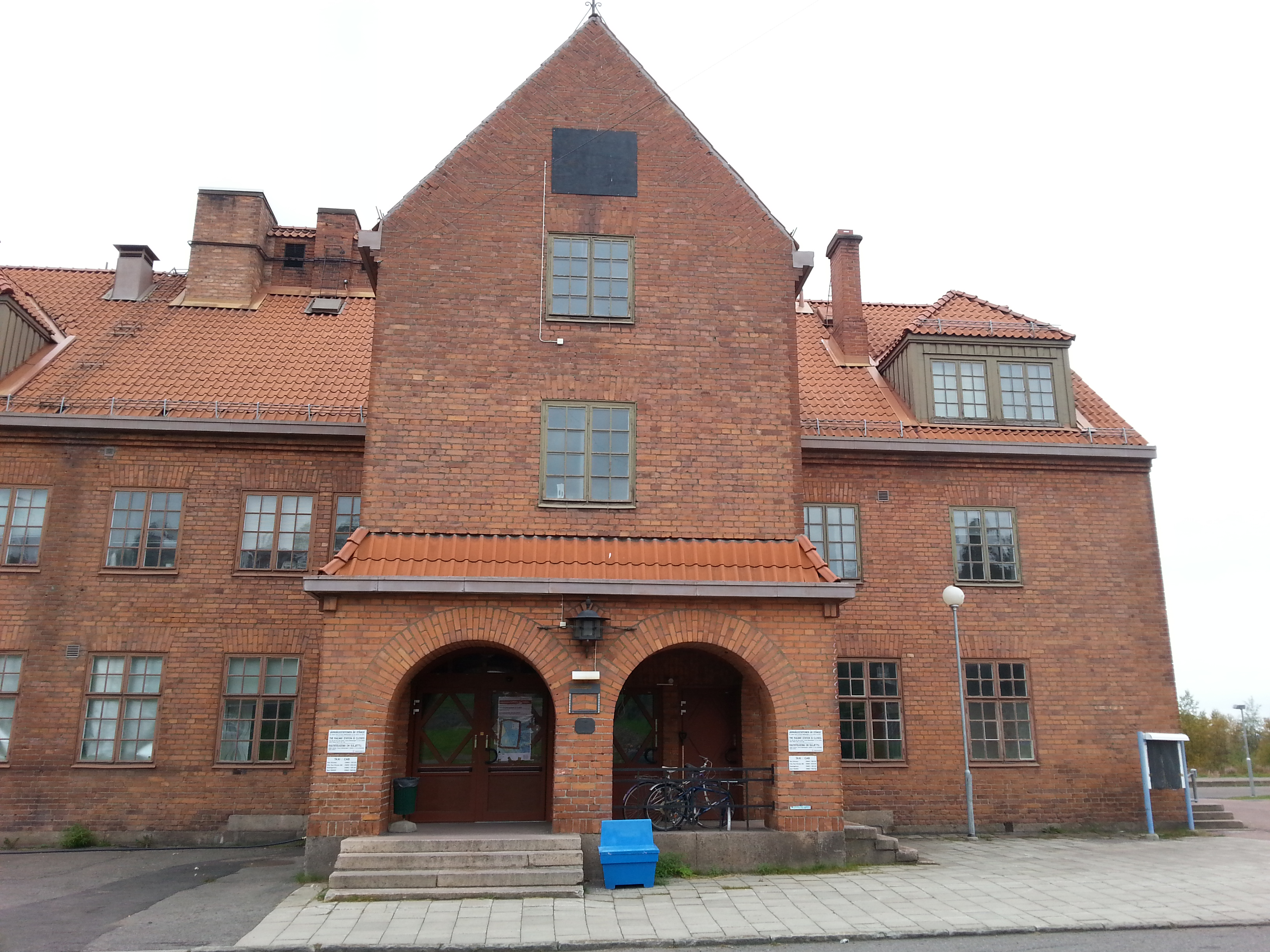
Stationshuset mot staden.
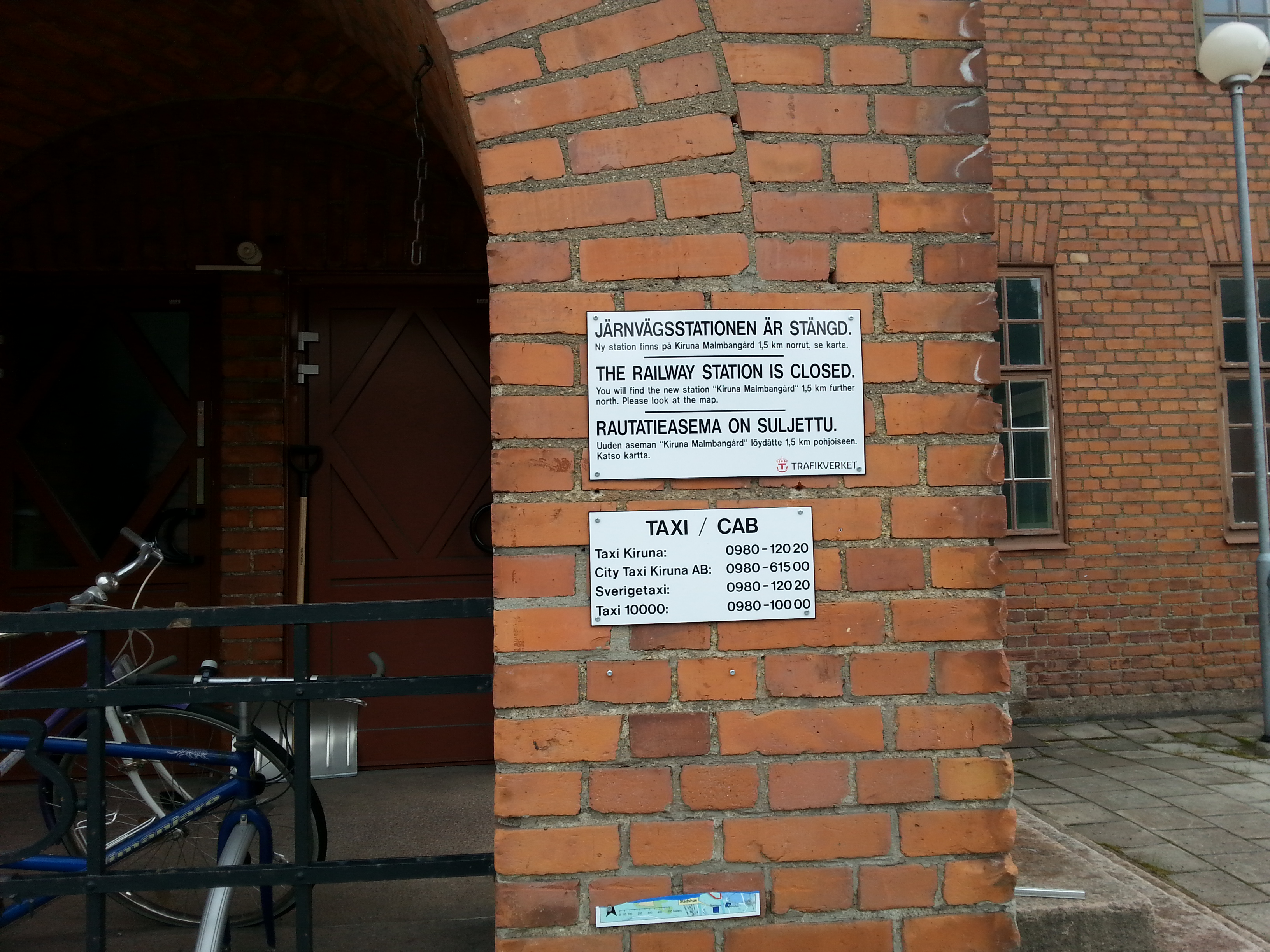
Information om att järnvägsstationen är stängd.
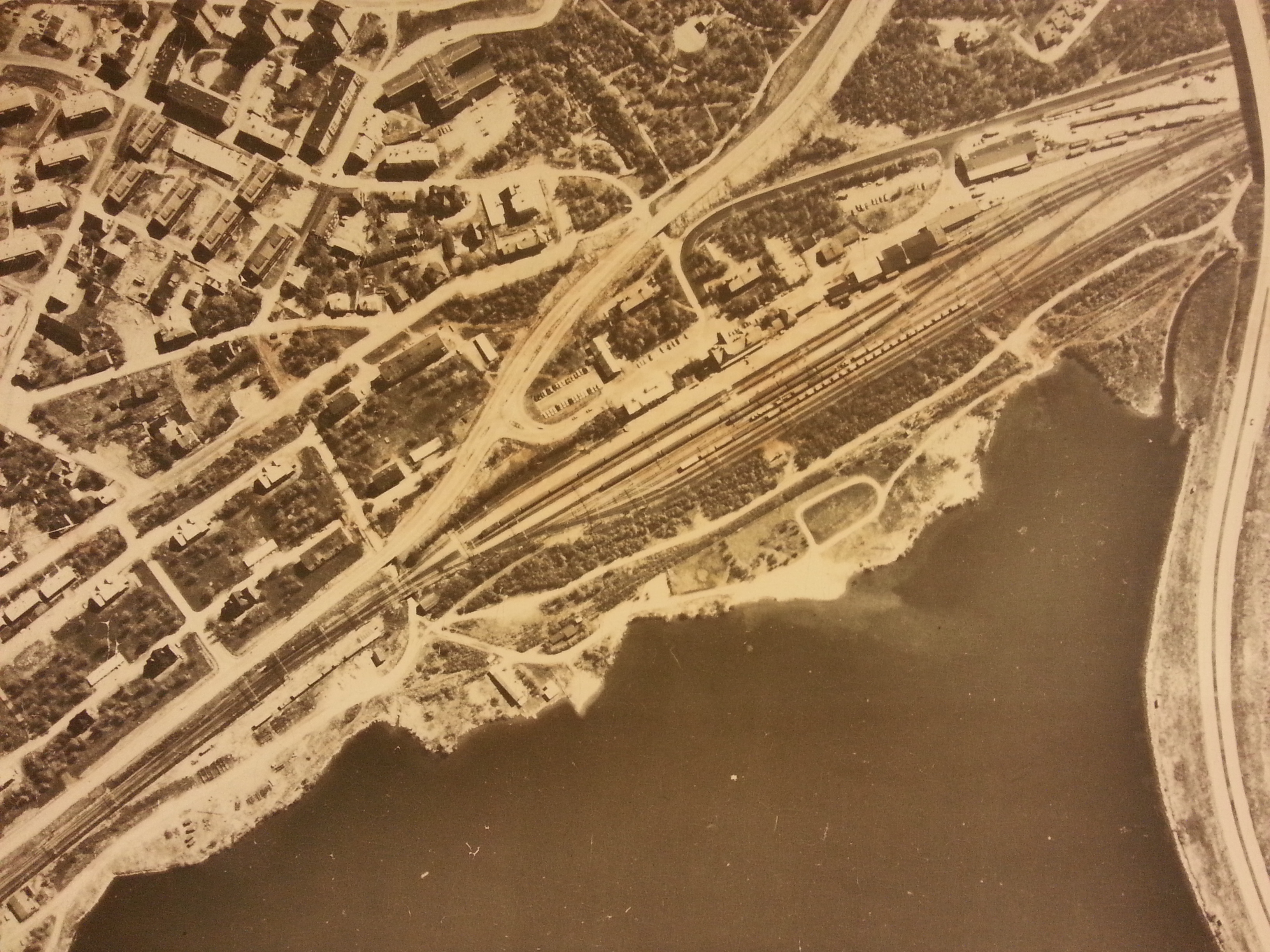
Flygfoto över Kirunas gamla centralstation.
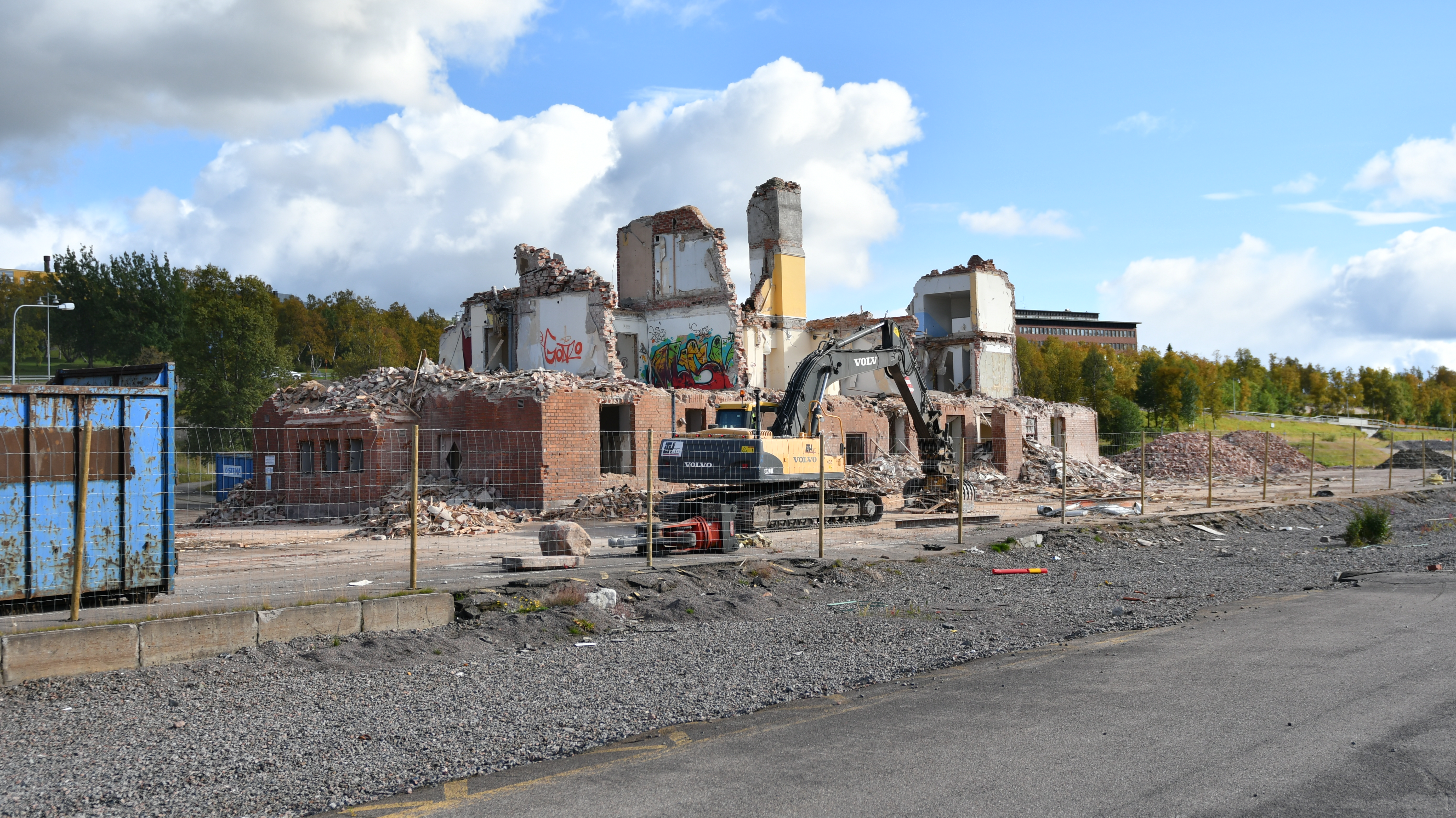
Kiruna station rivs, hösten 2017.
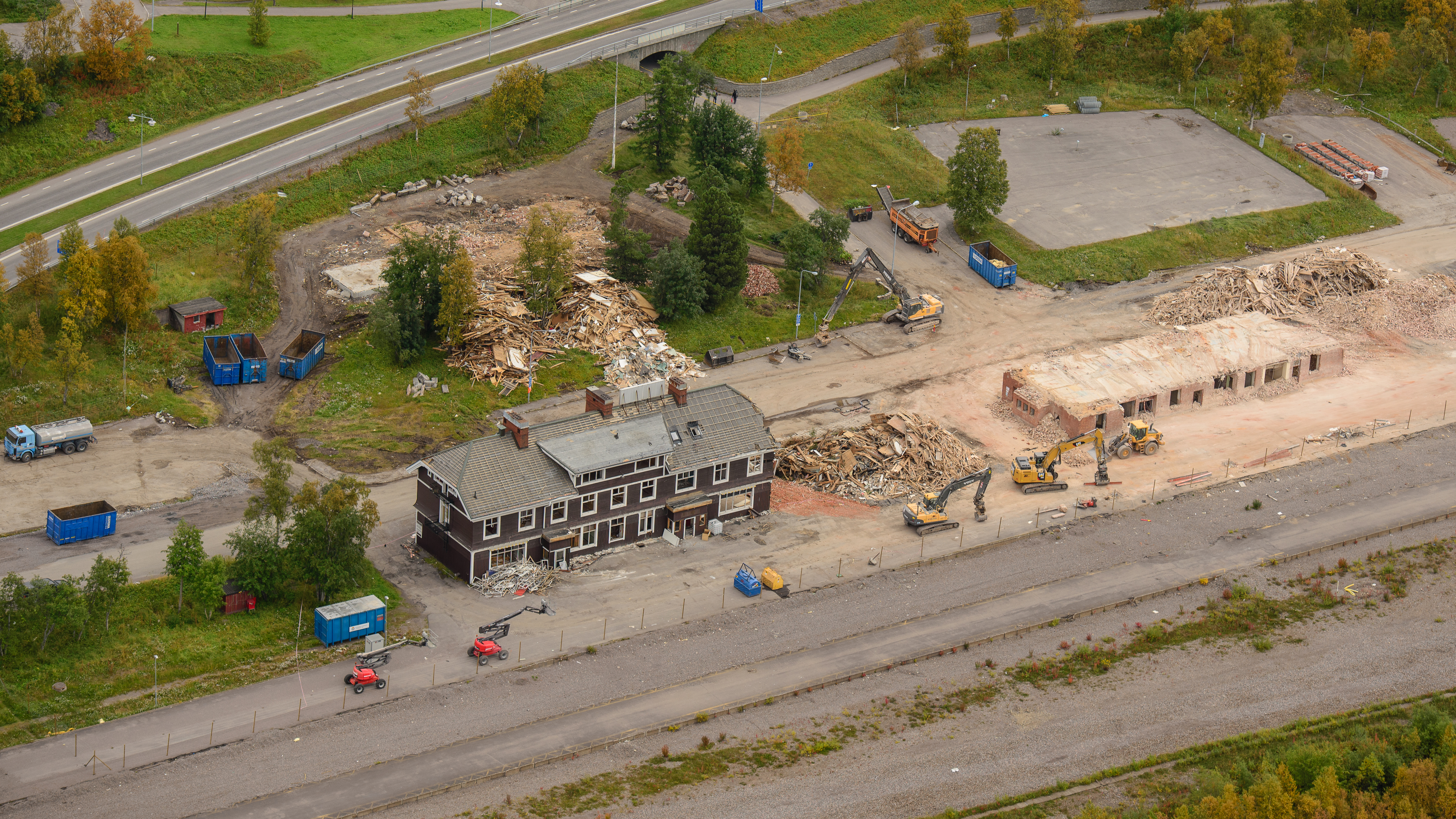
Det gamla stationsområdet 2017.
- Film som visar stationsområdet 2017.
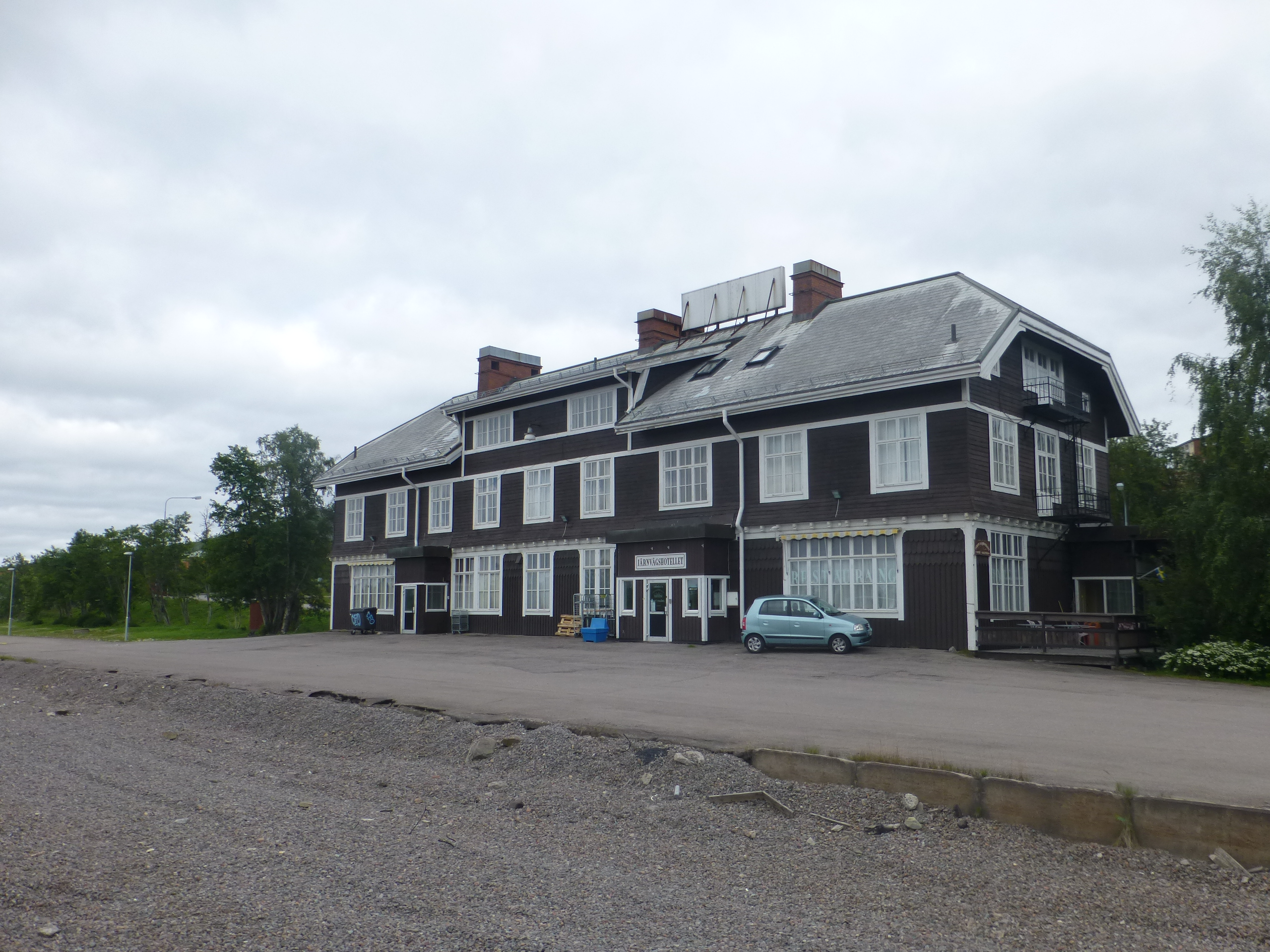
Järnvägshotellet innan rivningen 2017.